# Pseudograpsus
Pseudograpsus is een geslacht van kreeftachtigen uit de klasse van de Malacostraca (hogere kreeftachtigen).

## Soorten
- Pseudograpsus albus Stimpson, 1858
- Pseudograpsus crassus A. Milne-Edwards, 1868
- Pseudograpsus elongatus (A. Milne-Edwards, 1873)
- Pseudograpsus intermedius Chhapgar, 1955
- Pseudograpsus nudus Stimpson, 1858
- Pseudograpsus setosus (Fabricius, 1798)